# Harry Zohn
Harry Zohn (geboren 21. November 1923 in Wien; gestorben 3. Juni 2001 in Boston, Massachusetts) war ein austroamerikanischer Literarhistoriker, Essayist und Übersetzer vom Deutschen ins Englische (Herzl, Kraus, Tucholsky, Benjamin, Buber, Scholem und andere).

## Leben
Harry Zohn war ein Sohn des Schildermalers Abraham Leon Zohn und der Adele Dora Awin, beide aus Galizien, er hatte drei Schwestern. Zohn besuchte bis 1938 das Gymnasium Sperlgasse in Wien. Nach dem Anschluss Österreichs 1939 emigrierte die Familie nach England, ab 1940 lebte er in den USA in Boston. Dort studierte er an der Suffolk University, später an der Clark University in Worcester. An der Harvard University wurde er 1952 promoviert. Seit 1951, zunächst als Dozent, dann als Professor, lehrte er Deutsche Sprache und Literaturgeschichte an der Brandeis University in Waltham, Massachusetts, und verfasste zahlreiche fachwissenschaftliche Arbeiten zur deutschen, insbesondere zur deutsch-jüdischen Literatur. Außerdem war er als Herausgeber und Übersetzer tätig. Er war Vorstandsmitglied der Stefan-Zweig-Gesellschaft.
Zohn war verheiratet mit Judith Gorfinkle und hatte mit ihr zwei Kinder. Er starb im Jahr 2001 in Boston an Leukämie.

## Auszeichnungen
- 1960: Bundesverdienstkreuz 1. Klasse
- 1999: Ehrenring der Stadt Wien

## Werke (Auswahl)
- Wiener Juden in der deutschen Literatur, Edition „Olamenu“, Tel Aviv 1964
- Österreichische Juden in der Literatur. Ein bio-bibliographisches Lexikon. Olamenu, Tel Aviv 1969 (Schriftenreihe des Zwi-Perez-Chajes-Instituts; 1).
- Hrsg.: Der farbenvolle Untergang: Österreichisches Lesebuch. Prentice-Hall, Englewood Cliffs, NJ 1971
- Karl Kraus. Ungar, New York 1971.
  - dt. Ausgabe: Karl Kraus. Hain, Frankfurt am Main, 1990, ISBN 3-445-08556-0.
- „... ich bin ein Sohn der deutschen Sprache nur...“. Jüdisches Erbe in der österreichischen Literatur. Amalthea, Wien/München 1986.
- Amerikanische „Thirty-Eighters“ aus Wien als doppelte Kulturträger [Vortrag im Wiener Rathaus am 12. Mai 1993]. Picus, Wien 1994 (Wiener Vorlesungen im Rathaus; 28).